# Liste der Kulturdenkmale in Oranienbaum-Wörlitz
In der Liste der Kulturdenkmale in Oranienbaum-Wörlitz sind alle  Kulturdenkmale der Gemeinde Oranienbaum-Wörlitz und ihrer Ortsteile aufgelistet. Grundlage ist das Denkmalverzeichnis des Landes Sachsen-Anhalt, das auf Basis des Denkmalschutzgesetzes des Landes Sachsen-Anhalt vom 21. Oktober 1991 durch das Landesamt für Denkmalpflege und Archäologie Sachsen-Anhalt erstellt und seither laufend ergänzt wurde (Stand: 31. Dezember 2024).

## Aufteilung
Wegen der großen Anzahl von Kulturdenkmalen in Oranienbaum-Wörlitz werden die Kulturdenkmale in den Ortschaften in Teillisten aufgeführt.
- Brandhorst
- Gohrau
- Goltewitz
- Griesen
- Horstdorf
- Kakau
- Oranienbaum
- Rehsen
- Riesigk
- Vockerode
- Wörlitz

## Kulturdenkmale, die in mehreren Ortsteilen liegen

### Gohrau, Kakau, Oranienbaum
| Lage | Bezeichnung | Beschreibung      | Erfassungs- nummer | Ausweisungsart | Bild  |
| --- | ----------- | ----------------- | ------------------ | -------------- | ----- |
| in westlicher Richtung südlich von Gohrau und nördlich von Kakau verlaufend, nördlich des Prinzensteines in den Kapengraben übergehend (Karte) | Kanal       | Schrotemühlenbach | 094 40651          | Baudenkmal     | Kanal |

### Gohrau, Griesen, Kakau, Oranienbaum, Schönitz, Vockerode, Wörlitz
| Lage | Bezeichnung | Beschreibung                                                                                      | Erfassungs- nummer | Ausweisungsart               | Bild           |
| --- | ----------- | ------------------------------------------------------------------------------------------------- | ------------------ | ---------------------------- | -------------- |
| (Karte) | Deich       | Deich Elb- und Muldedeiche, Teilobjekte des Baudenkmals befinden sich im Gebiet von Dessau-Roßlau | 094 40471          | Baudenkmal                   | Weitere Bilder |
| Vockerode, Gartenreich Dessau-Wörlitz, vom Leiner Berg in Richtung Osten zum Sieglitzer Berg (Karte)                                            | Deich       | Kupenwall                                                                                         | 094 40471 009      | Teilobjekt eines Baudenkmals | Deich          |
| Vockerode, Gartenreich Dessau-Wörlitz, vom Sieglitzer Berg nach Norden (Karte)                                                                  | Deich       | Platanenwall                                                                                      | 094 40471 010      | Teilobjekt eines Baudenkmals | Deich          |
| Vockerode, Gartenreich Dessau-Wörlitz, vom Sieglitzer Berg nach Süden bis Vockerode (Karte)                                                     | Deich       | Vasenwall                                                                                         | 094 40471 011      | Teilobjekt eines Baudenkmals | Deich          |
| Gartenreich Dessau-Wörlitz, vom Sieglitzer Berg über Vockerode, Wörlitz, Riesigk, Gohrau, Rehsen in (Karte)                                     | Deich       | Elbwall                                                                                           | 094 40471 012      | Teilobjekt eines Baudenkmals | Weitere Bilder |
| Schönitz, Gartenreich Dessau-Wörlitz, ringförmig um Schönitz                                                                                    | Deich       | Deich                                                                                             | 094 40471 013      | Teilobjekt eines Baudenkmals |                |
| Wörlitz, Gartenreich Dessau-Wörlitz, nördlich von Wörlitz die B 107 kreuzend und in Ost-West-Richtung sich er                                   | Deich       | Deich                                                                                             | 094 40471 014      | Teilobjekt eines Baudenkmals |                |
| Griesen, Gartenreich Dessau-Wörlitz, vom Kapengraben in nördlicher Richtung, westlich der Ortslage Münsterberg                                  | Deich       | Deich                                                                                             | 094 40471 015      | Teilobjekt eines Baudenkmals |                |
| Gohrau, Gartenreich Dessau-Wörlitz, südlich von Gohrau, parallel zum Schrotemühlenbach bis Kakau                                                | Deich       | Deich                                                                                             | 094 40471 016      | Teilobjekt eines Baudenkmals |                |
| Gohrau, Gartenreich Dessau-Wörlitz, nördlich von Gohrau vom Elbwall abzweigend in südlicher Richtung verlaufend                                 | Deich       | Deich                                                                                             | 094 40471 017      | Teilobjekt eines Baudenkmals |                |
| Wörlitz, Gartenreich Dessau-Wörlitz, Verlängerung des Münsterberger Walls von der Landstraße 133 nach                                           | Deich       | Deich                                                                                             | 094 40471 018      | Teilobjekt eines Baudenkmals |                |
| Kakau, Gartenreich Dessau-Wörlitz, ausgehend vom Münsterberger Wall in östlicher Richtung parallel zum Kapengraben bis Kakau verlaufend (Karte) | Deich       | Kapendamm                                                                                         | 094 40471 019      | Teilobjekt eines Baudenkmals | Weitere Bilder |

### Oranienbaum-Wörlitz
| Lage | Bezeichnung | Beschreibung | Erfassungs- nummer | Ausweisungsart | Bild |
| --- | ----------- | ------------ | ------------------ | -------------- | ---- |
| südlich des Kapengrabens, westlich der Eisenbahnstrecke Oranienbaum - Wörlitz und nördlich sowie östlich der Waldgrenze des Oranienbaumer Forstes (Karte) | Feld        |              | 094 40674          | Baudenkmal     | Feld |

## Legende
In den Spalten befinden sich folgende Informationen:
- Lage: Nennt den Straßennamen und wenn vorhanden die Hausnummer des Kulturdenkmals. Die Grundsortierung der Liste erfolgt nach dieser Adresse. Der Link „Karte“ führt zu verschiedenen Kartendarstellungen und nennt die geographischen Koordinaten.
Link zu einem Kartenansichtstool, um Koordinaten zu setzen. In der Kartenansicht sind Baudenkmale ohne Koordinaten mit einem roten bzw. orangen Marker dargestellt und können in der Karte gesetzt werden. Baudenkmale ohne Bild sind mit einem blauen bzw. roten Marker gekennzeichnet, Baudenkmale mit Bild mit einem grünen bzw. orangen Marker.
- Offizielle Bezeichnung: Nennt den Namen, die Bezeichnung oder zumindest die Art des Kulturdenkmals und verlinkt, soweit vorhanden, auf den Artikel zum Objekt.
- Beschreibung: Nennt bauliche und geschichtliche Einzelheiten des Kulturdenkmals, vorzugsweise die Denkmaleigenschaften.
- Erfassungsnummer: Für jedes Kulturdenkmal wird in Sachsen-Anhalt eine 20stellige Erfassungsnummer vergeben. Die letzten zwölf Ziffern werden für die Untergliederung nach Teilobjekten genutzt und werden nur angegeben, soweit vergeben. In dieser Spalte kann sich folgendes Icon  befinden, dies führt zu Angaben zu diesem Baudenkmal bei Wikidata.
- Ausweisungsart: Die Einordnung des Denkmales nach § 2 Abs. 2 DenkmSchG LSA
- Bild: Ein Bild des Denkmales, und gegebenenfalls einen Link zu weiteren Fotos des Kulturdenkmals im Medienarchiv Wikimedia Commons. Wenn man auf das Kamerasymbol klickt, können Fotos zu Kulturdenkmalen aus dieser Liste hochgeladen werden: